# Yampil (Donetsk)
Yampil (en ucraniano: Ямпіль; en ruso: Ямполь, romanizado: Yampol) es un asentamiento de tipo urbano ucraniano perteneciente al óblast de Donetsk. Situado en el este del país, forma parte del raión de Kramatorsk y del municipio (hromada) de Limán.
Durante la invasión rusa de Ucrania de 2022 la ciudad se encontró ocupada por Rusia desde el 28 de abril de 2022; a finales de septiembre de 2022 las Fuerzas Armadas de Ucrania peleaban por recuperar la ciudad y lo consiguieron el 30 de septiembre. Actualmente está totalmente bajo el control de Ucrania.

## Geografía
El asentamiento está ubicado en un brazo del río Donets, a unos 10 kilómetros al este de Limán y 108 kilómetros al norte de Donetsk.

## Historia
Yampil fue mencionado por primera vez en 1665 y según las actas, sus tierras pertenecían al monasterio de Sviatohirsk El asentamiento sirvió como un puesto de avanzada defender las plantas de sal de Bajmut de las incursiones de los tártaros de Crimea.  En los años 20 del siglo XVIII, como resultado de las inundaciones del Donets que causaron grandes daños a la gente de Yampil, el pueblo fue trasladado a un terreno más alto (no lejos del lugar anterior). En 1729 fue construida una fortaleza, demolida en la época de la zarina Catalina II. Después de la abolición del sistema de regimientos de Ucrania Libre en 1765 y la formación de la provincia Slobid-Ucraniana, Yampil formó parte del distrito de Izium de esta provincia, denominada posteriormente gobernación de Járkov, hasta 1917.
Yampil recibió el estatus de asentamiento de tipo urbano en 1938.
El 19 de junio de 2014, las fuerzas ucranianas aseguraron el asentamiento de los separatistas prorrusos durante la guerra del Dombás.
El asentamiento fue ocupado por Rusia el 28 de abril de 2022 como parte de la batalla del Dombás en la invasión rusa de Ucrania. El 30 de septiembre, las fuerzas ucranianas liberaron Yampil.

## Demografía
La evolución de la población de Yampil entre 1970 y 2021 fue la siguiente:
| 3100                                                          | 2602 | 2302 | 2149 | 2101 | 1944 |
| (Fuente: Cities & Towns of Ukraine y UKRAINE: Größere Städte) |      |      |      |      |      |

## Economía
Las principales actividades económicas en la localidad son forestales y agrícolas, destacándose los cultivos de fresas y los bosques de pinos. En Yampil se encuentra la única granja de avestruces del óblast de Donetsk (construida sobre la base de una antigua granja). Muchos habitantes trabajan en empresas y oficinas de Limán.

## Infraestructura

### Transporte
Yampil está al norte de la carretera local T05-13. También tiene una estación de trenes en la línea Járkov-Horlivka.